# Алуніш (Клуж)
Алуніш (рум. Aluniș) — село у повіті Клуж в Румунії. Адміністративний центр комуни Алуніш.
Село розташоване на відстані 342 км на північний захід від Бухареста, 31 км на північ від Клуж-Напоки.

## Населення
За даними перепису населення 2002 року у селі проживала 551 особа. Рідною мовою 547 осіб (99,3%) назвали румунську.
Національний склад населення села:
| Національність | Кількість осіб | Відсоток |
| -------------- | -------------- | -------- |
| румуни         | 546            | 99,1%    |
| угорці         | 5              | 0,9%     |